# Kojszówka
Kojszówka – wieś w Polsce położona w województwie małopolskim, w powiecie suskim, w gminie Maków Podhalański.
| części wsi | Barutowa, Brzanki, Buroniowa, Judaszówka, Koskowa, Laskowa, Makowa, Miśkowcowa, Mosorowa, Orblowa, Pitkówka, Pustki, Syce Górne, Sycowa, Wawrzelakówka, Zagrody Dolne, Zagrody Górne, Zającówka |

Wieś położona jest w dolinie Skawy przy ujściu do niej jednego z jej prawych dopływów, u podnóży Kamiennej (719 m n.p.m.) i Mosorowej Góry (691 m), dwóch szczytów Beskidu Makowskiego.
Wieś powstała najprawdopodobniej w 1. połowie XV wieku. Pierwszy dokument, w którym pojawia się nazwa wsi, Koiszówka, to pochodzący z 1443 spis miejscowości starostwa lanckorońskiego. Nazwa wsi to nazwa dzierżawcza, pochodzi od imienia Kojs. W latach 1772–1839 wieś znalazła się pod zaborem austriackim. Później stanowiła własność hrabiego Ludwika Saint Genois d`Anneacourt a następnie żywieckich Habsburgów. Na początku XX wieku dobra te były dzierżawione przez Żyda Mośka, który mieszkał w drewnianym dworku wzniesionym przez Habsburgów a utrzymywał się z zajezdnej karczmy. W 1910 roku karczma ta wraz z dworkiem została zakupiona przez miejscowych gospodarzy. W latach 1954–1960 wieś należała i była siedzibą władz gromady Kojszówka, po jej zniesieniu w gromadzie Osielec. W latach 1975–1998 miejscowość położona była w województwie bielskim. W 1998 roku została erygowana parafia Kojszówka-Wieprzec pw. Matki Boskiej Częstochowskiej, wcześniej wieś należała do parafii w Osielcu. W 1993 roku nadany został akt konsekracji Świątyni w wyniku czego wierni mogli otrzymywać wszystkie sakramenty święte.
Z zabytków wsi wymienić można kaplicę murowaną i kamienną figurę przydrożną z 1. połowy XIX wieku.

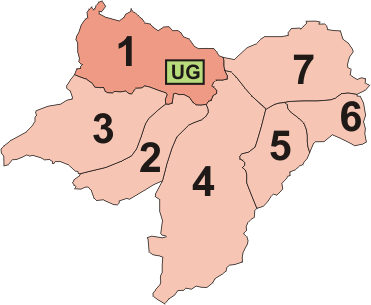
Kojszówka (5.) w gminie Maków Podhalański